# تپه استوه
تپه استوه مربوط به سده‌های میانه دوران‌های تاریخی پس از اسلام است و در شهرستان اراک، بخش خنداب، دهستان سنگ سفید، روستای استوه واقع شده و این اثر در تاریخ ۲۶ اسفند ۱۳۸۷ با شمارهٔ ثبت ۲۶۱۲۰ به‌عنوان یکی از آثار ملی ایران به ثبت رسیده است.